# Скорзински, Зигмунд
Зигмунд Вацлав Скорзински (пол. Zygmunt Skórzyński; 24 февраля 1923 — 16 ноября 2018) — польский социолог, общественный деятель.

## Биография
Зигмунд Скорзински родился 24 февраля 1923 года в Варшаве.
Окончил социологический факультет Ягеллонского университета, во второй половине 1940-х годов активно участвовал в деятельности Краковского дискуссионного клуба, так называемого Клуба Логофагов. В 1949 году являлся сотрудником журнала «Сегодня и завтра». По возвращении в Варшаву Зигмунд участвовал в деятельности Варшавского филиала Клуба Логофагов, за что был арестован в сентябре 1953 года и освобожден без суда в декабре того же года. С осени 1955 года был членом Клуба «Кривого Колеса», в рамках которого был одним из создателей в Разделе Социальных Исследований. Весной 1956 года стал членом Клуба интеллигенции под названием «Круглый стол». В октябре 1956 года входил в состав учредителей клуба католической интеллигенции «Диалог» и затем общенационального клуба прогрессивной католической интеллигенции. С 1958 года работал в Центре изучения общественного мнения в качестве научного секретаря. Проводя исследования по социологии, он опубликовал ряд научных работ.
В январе 1976 года он подписал письмо с протестом в Чрезвычайную комиссию Сейма против изменений в Конституции Польской Народной Республики. 20 августа 1980 года он подписал обращение 64 ученых, писателей и публицистов к коммунистическим властям с просьбой вступить в диалог с бастующими рабочими. В конце 1980-х и начале 1981-х годов был членом совета Центра социальных исследований. В 1980-е годы Скорзински председательствовал на ревизионной комиссии, был также организатором независимого семинара «Польша в Европе», посвященного международной проблематике. В декабре 1988 года стал членом гражданского комитета при председателе партии «Солидарность» Лехе Валенса. После 1989 года был одним из организаторов Центра международных исследований при Сенате.
Зигмунд также был президентом Фонда «Польша в Европе».
В 2003 году он был награжден командорским крестом Ордена Возрождения Польши.
Умер 16 ноября 2018 года.